# 岳濬
岳濬（1704年—1753年），字厚川，號星源。岳鍾琪子。清朝官员。

## 生平
以二品廕生授西安府同知，擢口北道，再擢山東布政使。雍正六年，調山西布政使，署山東巡撫。乾隆元年，調江西巡撫。三年，請免南昌府屬浮糧三萬七千餘兩，發帑修築豐城江隄，濬江關河口，議行社倉，皆允所請。因兩江總督楊超曾劾岳濬與屬吏朋比納賄奪官。六年，授光祿寺卿，出為福建按察使。再遷廣東巡撫，調雲南巡撫。十八年，授鴻臚寺少卿，轉通政使參議，卒。在任虧庫項，特命免除。